# یوکی آیزو
یوکی آیزو (ژاپنی: 会津 雄生؛ زادهٔ ۱ اوت ۱۹۹۶) یک بازیکن فوتبال اهل ژاپن است.
از باشگاه‌هایی که در آن بازی کرده‌است می‌توان به باشگاه فوتبال گیفو اشاره کرد.